# 正直

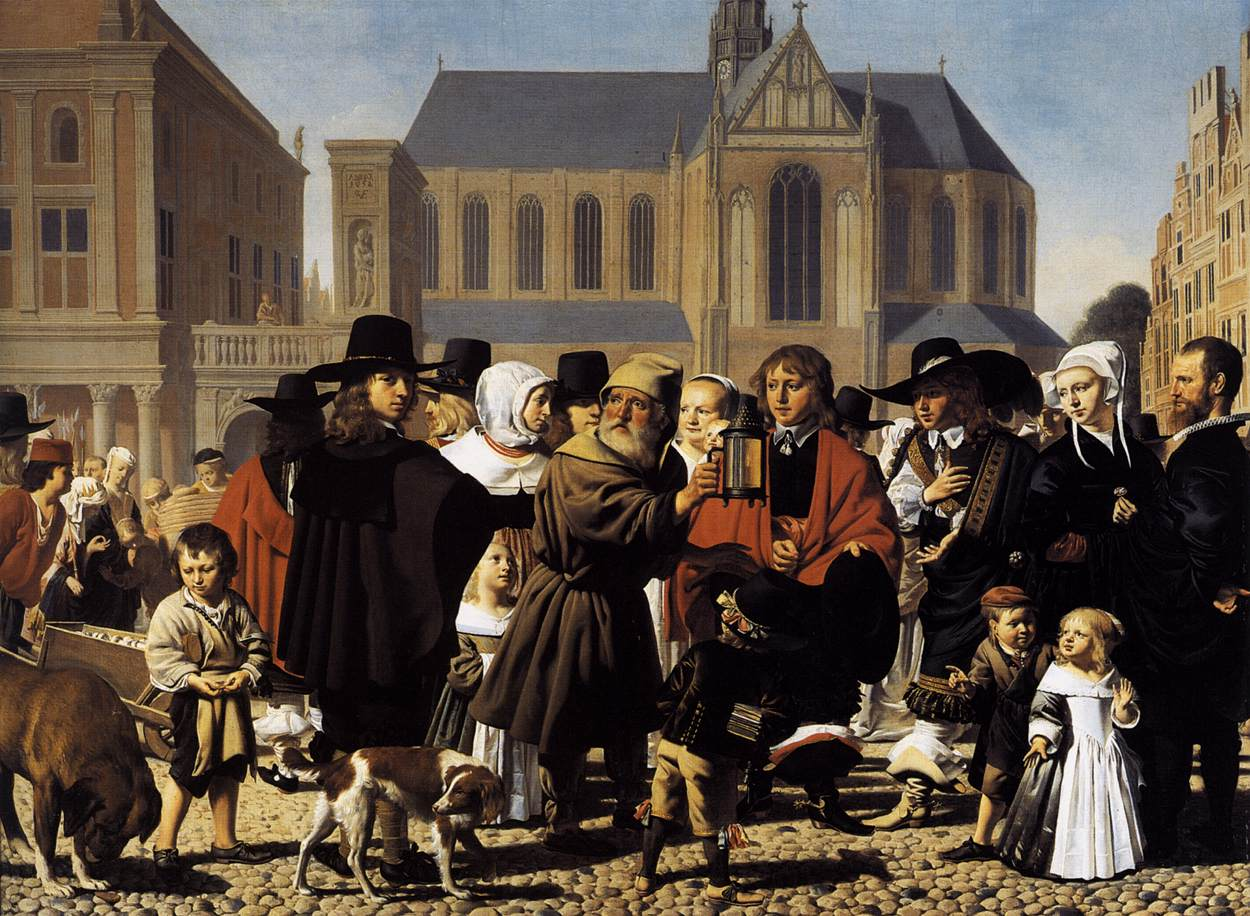
『正直者を探すディオゲネス』（セイザル・ファン・エーフェルディンヘン作、1652年）

正直（しょうじき・せいちょく。英: truthfulness）とは、正しく素直で、偽り・ごまかしをしない性質・態度。見せかけやごまかしではないさま。率直なさま。
- 「正直の頭に神宿る」
  - 正直な人には、必ず神のご加護があるということ。